# Circuito LC

Esquema elétrico de um circuito LC

Diagrama animado do circuito LC

Os circuitos LC comportam-se como ressonadores eletrônicos, sendo um componente chave em muitas aplicações, tais como osciladores, filtros e misturadores de frequência. Esse circuito é muito usado em transmissores sem fio como as comunicações de rádio tanto para emissão quanto recepção.

## Definição
Um circuito LC consiste de um indutor e um capacitor. A corrente elétrica irá alternar com uma frequência angular {\displaystyle \omega } dada por
{\displaystyle \omega ={\sqrt {1 \over LC}}}.
Nessa expressão, {\displaystyle L} é a indutância e {\displaystyle C} a capacitância.
Um circuito LC é um modelo idealizado, visto que ele assume que não há dissipação de energia devido à resistência elétrica. Para um modelo incorporando a resistência veja o circuito RLC.

## Frequência de ressonância
A frequência de ressonância do circuito LC (em radianos por segundo) é
{\displaystyle \omega ={\sqrt {1 \over LC}}}
A frequência equivalente, medida em hertz é
{\displaystyle f={1 \over {2\pi {\sqrt {LC}}}}}

## Análise do circuito
Pela Lei da Tensão de Kirchoff, nós sabemos que a tensão através do capacitor, {\displaystyle V_{C}} deve ser igual à tensão através do indutor, {\displaystyle V_{L}}:
{\displaystyle V_{C}=V_{L}}
Do mesmo modo, pela lei da corrente de Kirchoff, a corrente através do capacitor mais a corrente através do indutor devem ser iguais a zero:
{\displaystyle i_{C}+i_{L}} = 0
Das relações constitutivas para os elementos do circuito, nos sabemos que
{\displaystyle V_{L}(t)=L{\frac {di_{L}}{dt}}}
e
{\displaystyle i_{C}(t)=C{\frac {dV_{C}}{dt}}}
Após rearranjar e substituir, nós obtemos uma equação diferencial de segunda ordem
{\displaystyle {\frac {d^{2}i(t)}{dt^{2}}}+{\frac {1}{LC}}i(t)=0}
Então definimos o parâmetro ω como segue:
{\displaystyle \omega ={\sqrt {\frac {1}{LC}}}}
Com esta definição, podemos simplificar a equação diferencial:
{\displaystyle {\frac {d^{2}i(t)}{dt^{2}}}+\omega ^{2}i(t)=0}
O polinomial associado é {\displaystyle s^{2}+\omega ^{2}=0}, então
{\displaystyle s=+j\omega }
ou
{\displaystyle s=-j\omega }
onde j é a unidade imaginária.
Portando, a solução completa para a equação diferencial é
{\displaystyle i(t)=Ae^{+j\omega t}+Be^{-j\omega t}}
e pode ser resolvida para {\displaystyle A} e {\displaystyle B} considerando-se as condições iniciais.
Visto que a exponencial é complexa, a solução represente uma corrente alternada senoidal.
Se as condições iniciais são tais que {\displaystyle A=B}, então nós podemos utilizar a fórmula de Euler para obter uma senóide real com amplitude {\displaystyle 2A} e frequência angular {\displaystyle \omega ={\sqrt {\frac {1}{LC}}}}.
Deste modo, a solução resultante se torna:
{\displaystyle i(t)=2Acos(\omega t)}
As condições iniciais que satisfariam este resultado são:
{\displaystyle i(t=0)=2A}
e
{\displaystyle {\frac {di}{dt}}(t=0)=0}

## Cálculo da capacitância ou da indutância
A equação {\displaystyle F={1 \over {2\pi {\sqrt {LC}}}}} recebe três variáveis F (frequência, em hertz), L (indutância, em Henrys) e C (capacitância, em Farads), com F em evidência. Podemos deixar L ou C em evidência, para calcular a indutância ou a capacitância, respectivamente.
Para calcular a capacitância tendo a frequência e a indutância:
{\displaystyle C={1 \over {LF^{2}4\pi ^{2}}}}
Para calcular a indutância tendo a frequência e a capacitância:
{\displaystyle L={1 \over {CF^{2}4\pi ^{2}}}}

## Impedância dos circuitos LC

### LC série
Consideremos primeiro a impedância do circuito LC série. A impedância total é dada pela soma das impedâncias capacitiva e indutiva:
{\displaystyle Z=Z_{L}+Z_{C}}
Escrevendo a impedância indutiva como {\displaystyle Z_{L}=j\omega L}, a impedância capacitiva como {\displaystyle Z_{C}={\frac {-j}{\omega C}}} e substituindo nós temos:
{\displaystyle Z=j\omega L+{\frac {-j}{\omega C}}}
Escrevendo esta expressão sob um denominador comum temos:
{\displaystyle Z={\frac {(\omega ^{2}LC-1)j}{\omega C}}}
Note que o numerador implica que se {\displaystyle \omega ^{2}LC=1} a impedância total Z será igual a zero e em outros casos diferente de zero. Desse modo o circuito conectado em série irá atuar como um filtro passa-banda, possuindo impedância zero na frequência de ressonância do circuito LC.

### LC paralelo
A mesma análise pode ser aplicada ao circuito LC paralelo. A impedância total é então dada por:
{\displaystyle Z={\frac {Z_{L}Z_{C}}{Z_{L}+Z_{C}}}}
e após a substituição de {\displaystyle Z_{L}} e {\displaystyle Z_{C}}, nós temos:
{\displaystyle Z={\frac {\dfrac {L}{C}}{\dfrac {(\omega ^{2}LC-1)j}{\omega C}}}}
o que simplifica a:
{\displaystyle Z={\frac {-L\omega j}{\omega ^{2}LC-1}}}
Note que {\displaystyle \lim _{\omega ^{2}LC\to 1}Z=\infty } porém para todos os outros valores de {\displaystyle \omega ^{2}LC} a impedância é finita. Deste modo o circuito conectado em paralelo atuará como um filtro rejeita-banda, possuindo impedância infinita na frequência de ressonância do circuito LC.

## Seletividade
Os circuitos LC são comumente utilizados como filtros; a razão L/C determina a sua seletividade. Para um circuito ressonante série, quanto maior a indutância e menor a capacitância, mais estreita é a banda passante. Para um circuito ressonante paralelo o inverso se aplica.